# Giulia Fossà
Giulia Fossà (Roma, 22 settembre 1963) è un'attrice, scrittrice e giornalista italiana.

## Biografia
Ha iniziato la carriera da attrice all'inizio degli anni ottanta, partecipando ad alcuni film come L'avvertimento, La vela incantata e la fiction televisiva Benedetta & company. Ottiene una certa popolarità nel 1990 recitando nel ruolo della protagonista del film Volevo i pantaloni, tratto dall'omonimo romanzo di Lara Cardella, che era diventato un fenomeno culturale l'anno precedente.
Successivamente ha interpretato un altro paio di ruoli per poi abbandonare la recitazione nel 1993: da allora si dedicherà al giornalismo e alla regia dirigendo i reportage documentaristici Vulcano Kosovo, Kosovo emergenza pace, Umbria anno zero (dedicato alla ricostruzione dopo il terremoto), Missione sviluppo (inchiesta sul lavoro nell'Italia meridionale) e, nel 2001, Pallone bianco pallone nero, dedicato alla violenza negli stadi.
Nel 1989 è stata insignita del Premio "Icaro d'oro" da parte dello Sporting Club Paradiso Aremogna di Roccaraso.
Nel 2002 ha pubblicato il libro La terza torre per la Fazi, un trattato sulla libertà alla luce degli attentati dell'11 settembre 2001 e nel 2003 The Bush Show - Verità e bugie della guerra infinita per la Nuovi Mondi Media Edizioni.
Ha ideato e condotto varie trasmissioni radiofoniche e televisive della Rai, come Italian Express (dal 3 aprile al 27 luglio 2007) e Nudo e crudo (diretta quotidiana di approfondimento, dal 18 settembre 2007 al 31 dicembre 2009) per Radio 1 Rai.

## Filmografia

### Attrice

#### Cinema
- L'avvertimento, regia di Damiano Damiani (1980)
- Il minestrone, regia di Sergio Citti (1981)
- La vela incantata, regia di Gianfranco Mingozzi (1983)
- Gli invisibili, regia di Pasquale Squitieri (1988)
- Non più di uno, regia di Berto Pelosso (1990)
- Volevo i pantaloni, regia di Maurizio Ponzi (1990)
- Pure Juice, regia di Stefano Rolla (1990)
- Caccia alle mosche, regia di Angelo Longoni (1993)

#### Televisione
- Benedetta e company, regia di Alfredo Angeli (1983)
- Vento di mare, regia di Gianfranco Mingozzi (1991)
- Un amore rubato, regia di Rodolfo Roberti (1993)

### Regista

#### Documentari
- Altrove (2006)
- Pallone bianco pallone nero (2001)
- Missione Sviluppo (2000)
- Kossovo emergenza pace (2000)
- Umbria anno zero  (1998)
- Lezione d'inglese, Premio Penne Pulite (1997)
- Vulcano Kosova (1996)
- Il luogo del pensiero (1996)

## Programmi televisivi
- Il dado magico (Rai 2, 1983)
- Questestate (Rai 2, 1984)
- Discoinverno (Rai 3, 1985)
- L'Orecchiocchio (Rai 3, 1985-1986)
- Napoli prima e dopo (Rai 1, 1986)
- Italia sera (Rai 1, 1986)
- Portomatto (Rai 1, 1987)
- Il mondo è tuo (Rai 1, 1987)
- Chi tiriamo in ballo (Rai 2, 1987-1988)
- Pomeriggio sul 2 (Rai 2, 1995)
- Le migliori chiacchiere della serata (Rai 1, 1996)
- La giostra di fine anno (Rai International, 1996)
- TG3 Morning News (Rai 3, 1997)
- La scuola in diretta (Rai Sat, 1999)
- Via Giulia (RomaUno, 2004)
- Fabbricando (Nessuno TV, 2005)
- L'Italia sul 2 (Rai 2, 2007)